# Zierliche Ragwurz
Die von Februar bis April blühenden Zierliche Ragwurz (Ophrys elegans) ist nahe mit der Orchidee Argolische Ragwurz (Ophrys argolica) verwandt.

## Merkmale
Diese mehrjährige krautige Pflanze erreicht Wuchshöhen zwischen 5 und 15, in seltenen Fällen auch 25 cm.
Der Blütenstand umfasst zwei bis vier Blüten. Die Kelchblätter sind stark rückwärts gerichtet. Die Lippe ist meist dreilappig, wobei der mittlere Lappen meist stark konvex erscheint. Die Maße der Blütenorgane stimmen fast vollständig mit der Argolischen Ragwurz überein.

## Standort und Verbreitung
Auch der Standort ist der Argolischen Ragwurz sehr ähnlich. Diese Pflanzen-Art bevorzugt Garriguen, Magerrasen, lichte Nadelwälder und Macchien mit Kalk- und Mergelböden bis zu einer Höhe von 1400 m. Das Verbreitungsgebiet liegt auf Zypern. Ähnliche Pflanzen wurden auch im Süden Anatoliens gefunden. Hier muss die Verwandtschaft aber noch eindeutig geklärt werden.

## Taxonomie
Die Zierliche Ragwurz wurde 1928 von Jany Renz in Repertorium Specierum Novarum Regni Vegetabilis Band 25, Seite 255 als Ophrys gottfriediana subsp. elegans erstbeschrieben. Sie wurde 1981 von Helmut Baumann und Siegfried Künkele als Ophrys elegans (Renz) H. Baumann & Künkele in Mitteilungsblatt, Arbeitskreis Heimische Orchideen Baden-Württemberg Band 13, Teil 3, Seite 350 zur Art erhoben. Ein Synonym ist Ophrys argolica subsp. elegans (Renz) E.Nelson.